# Mendoza y Cuirindales
Mendoza y Cuirindales är en ort i Mexiko.   Den ligger i kommunen Tuzantla och delstaten Michoacán de Ocampo, i den södra delen av landet, 160 km väster om huvudstaden Mexico City. Mendoza y Cuirindales ligger 501 meter över havet och antalet invånare är 198.
Terrängen runt Mendoza y Cuirindales är varierad. Runt Mendoza y Cuirindales är det glesbefolkat, med 14 invånare per kvadratkilometer. Närmaste större samhälle är Tuzantla, 14,4 km nordost om Mendoza y Cuirindales. I omgivningarna runt Mendoza y Cuirindales växer huvudsakligen savannskog.